# Евангелистка награда за книга
„Евангелистката награда за книга“ (на немски: Evangelischer Buchpreis) е литературна премия, учредена през 1979 г. от Немския съюз на евангелистките библиотеки. Отличието се раздава ежегодно с редуване за романи, научни изследвания, биографии, детско-юношески творби или стихосбирки. След 2011 г. отличието вече не се свързва с определен жанр.
С наградата, която се основава изключително на читателски предложения, се отличават книги, „за които могат да се застъпят християни“.
Паричната премия е в размер на 5000 €.

## Носители на наградата (подбор)
- Курт Марти (1982) (за поезия)
- Ингеборг Древиц (1983) (за роман)
- Розе Ауслендер (1986) (за поезия)
- Ханс Беман (1987) (за роман)
- Вулф Кирстен (1990) (за поезия)
- Ерих Хакл (1991) (за роман)
- Моника Марон (1995) (за роман)
- Клаус Кордон (1998) (за юношески роман)
- Бернхард Шлинк (2000) (за роман)
- Корнелия Функе (2002) (за детска книга)
- Ралф Ротман (2003) (за роман)
- Йенс Петерсен (2005) (за роман)
- Фридрих Кристиан Делиус (2009) (за роман)
- Михаел Клееберг (2011) (за роман)
- Джени Ерпенбек (2013) (за роман)